# Hydraena cameroclandestina
Hydraena cameroclandestina (лат.) — вид жуков-водобродок рода Hydraena из подсемейства Hydraeninae. Название состоит из имени места обнаружения (Камерун) и слова clandestina, обозначающего признак сходства с H. camerocrebrata и H. cameropetila.

## Распространение
Встречаются в Камеруне (Экваториальная Африка).

## Описание
Жуки-водобродки мелкого размера (менее 1,5 мм), удлинённой формы. Коричневато-чёрные: дорзум темно-коричневый до чёрного, переднеспинка без макулы, нижнечелюстные пальпы коричневые. Верх головы и переднеспинка умеренно крупно, очень густо пунктированы, каждая точка с коротким, отчётливым беловатым волоском, промежутки тусклые. Отличается от других представителей рода в Камеруне сочетанием умеренно крупной, очень плотной пунктировки головы и переднеспинки, а также строением эдеагуса. Дорсальный габитус очень похож на габитус H. camerocrebrata и H. cameropetila; все три вида находятся во второй видовой группе по типу стрения эдеагусов. H.cameroclandestina больше по размеру тела, чем H. cameropetila (1,32 против 1,20 мм). Взрослые жуки, предположительно, как и близкие виды, растительноядные, личинки плотоядные.

## Классификация
Вид был впервые описан в 2022 году американским энтомологом Philip Don Perkins (Department of Entomology, Museum of Comparative Zoology, Гарвардский университет, Кембридж, США) по типовым материалам из Камеруна.